# Средняя Саксония
Средняя Саксония (нем. Mittelsachsen) — район в Германии. Входит в землю Саксония. Подчинён дирекционному округу Хемниц.
Район образован 1 августа 2008 года в результате коммунальной реформы из бывших районов Дёбельн, Фрайберг и Митвайда. Центр района — город Фрайберг.
Занимает площадь 2 113 км². Численность населения района по оценке на 31 декабря 2013 года составляет 314 591 человек.